# (3626) Ohsaki
(3626) Ohsaki es un asteroide que forma parte del cinturón de asteroides y fue descubierto el 4 de agosto de 1929 por Maximilian Franz Wolf desde el Observatorio de Heidelberg-Königstuhl, Alemania.

## Designación y nombre
Ohsaki recibió inicialmente la designación de 1929 PA.
Más tarde, en 1988, a propuesta de H. Oishi, se nombró en honor del astrónomo aficionado japonés Shoji Ohsaki.

## Características orbitales
Ohsaki está situado a una distancia media de 3,152 ua del Sol, pudiendo alejarse hasta 3,642 ua y acercarse hasta 2,662 ua. Su excentricidad es 0,1553 y la inclinación orbital 4,091 grados. Emplea 2044 días en completar una órbita alrededor del Sol.

## Características físicas
La magnitud absoluta de Ohsaki es 12,3.